# Caffè Florian
Pour les articles homonymes, voir Florian.
 (janvier 2023).
Le Caffè Florian est le deuxième plus ancien café existant du monde. (Après le Café Procope créé en 1686 par un arménien à Paris, en France.) Situé dans place Saint-Marc de Venise, en Italie, fondé en 1720 par Floriano Francesconi. 

## Historique
Le 29 décembre 1720, Floriano Francesconi, ami de tous les notables de Venise, inaugure son célèbre café sous le nom de Venezia Trionfante (Venise Triomphante, en italien) sous les arcades des procuraties neuves de la place Saint-Marc, avec vue sur la basilique Saint-Marc et sur son campanile. Les clients le rebaptisent rapidement par le nom de son propriétaire : Caffè Florian.
Aristocrates, ambassadeurs, riches marchands, artistes, hommes de lettres comme Goethe, Alfred de Musset, George Sand, Giuseppe Verdi, Lord Byron, Giacomo Casanova, etc., sont des habitués. De 1908 à 1911, il accueille le club des Longues moustaches.
Grâce à sa popularité, durant le carnaval de Venise, des personnes costumées entrent dans le café pour boire une tasse de thé ou de café, mais surtout pour attirer l'attention des touristes qui peuvent facilement les photographier depuis les six grandes baies.

## Le café
À l'intérieur, le café au charme délicat de bonbonnière se divise en six salons :
- la Salle des Grands Hommes, qui tire son nom des nombreux portraits de célèbres Vénitiens peints par Giulio Carlini (Carlo Goldoni, Francesco Morosini, Titien, Marco Polo, Andrea Palladio, Enrico Dandolo…) ;
- la Salle des Saisons ou des Miroirs, décorée par Cesare Rota ;
- la Salle du Sénat, qui expose des allégories des arts et des sciences, par Giacomo Casa ;
- la Salle Liberty, aux voûtes décorées, lambris et miroirs peints du début des années 1900 ;
- la Salle orientale et la Salle chinoise, décorées par Giacomo Casa et Antonio Pascuti, rappellent l'époque où l'on consommait du malvasia et des vins d'Orient.

La terrasse sur la place Saint-Marc, accueille un orchestre de chambre permanent à la belle saison.
Des pièces de la collection d'œuvres d'art contemporain du Caffè Florian sont souvent prêtées aux musées internationaux, comme le Centre Pompidou de Paris et du musée Guggenheim, de New York.
Il existe une réplique qui se veut exacte de l'établissement sur un navire de croisière : le Costa Atlantica.

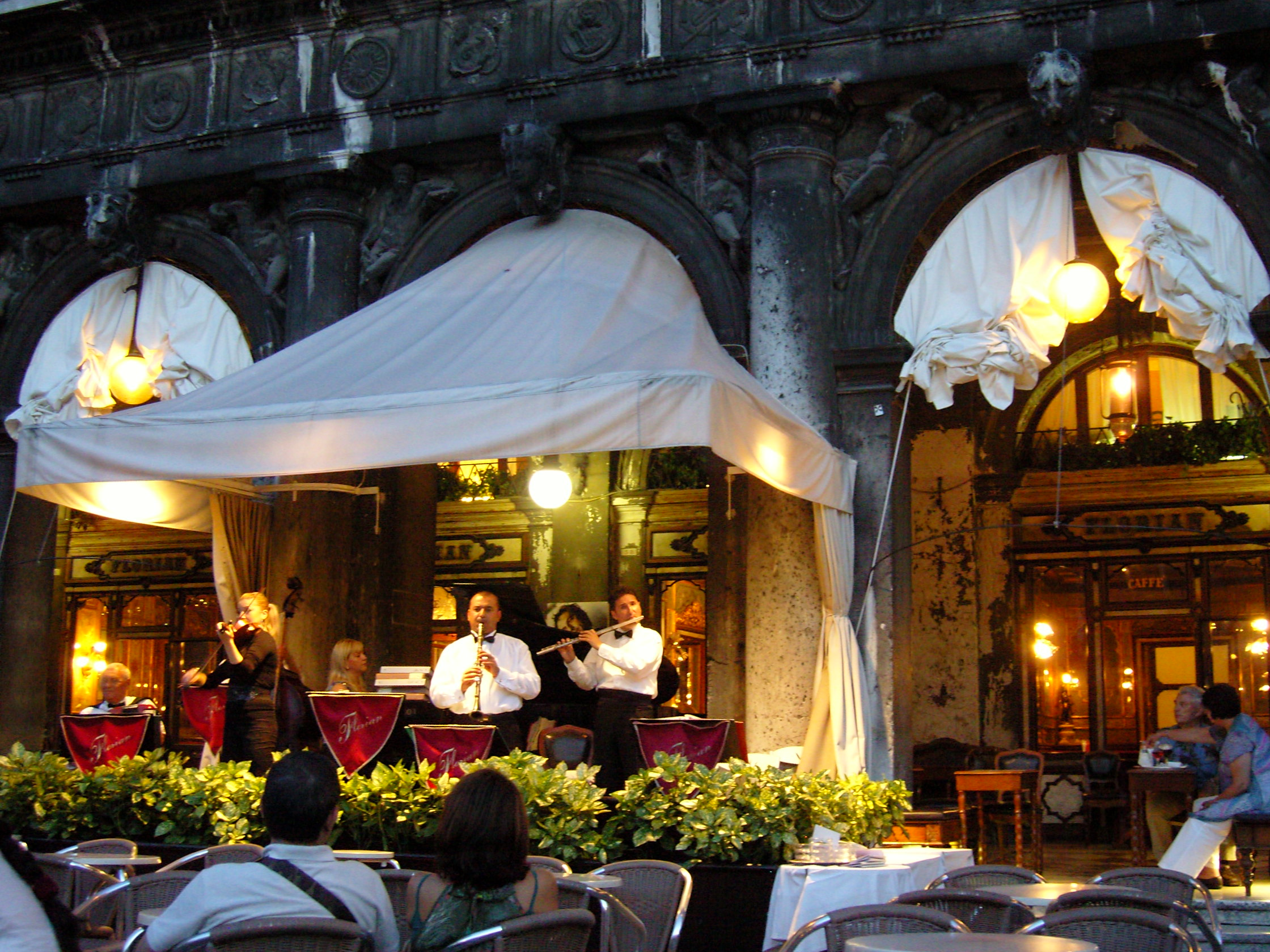
La terrasse et l'orchestre de chambre du Caffè Florian, sur la place Saint-Marc.
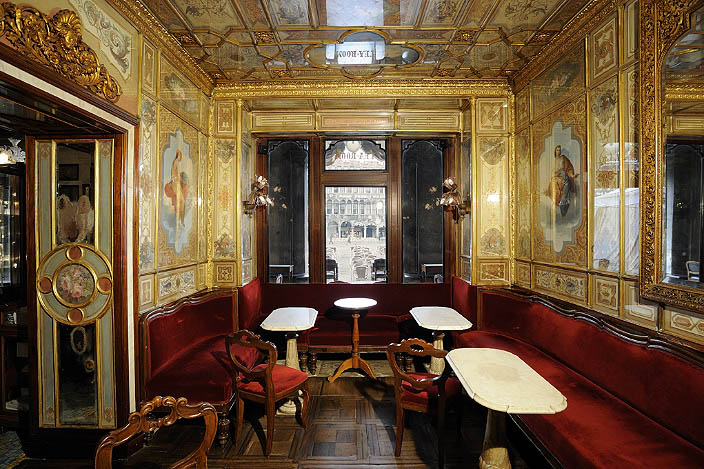
La Salle du Sénat.
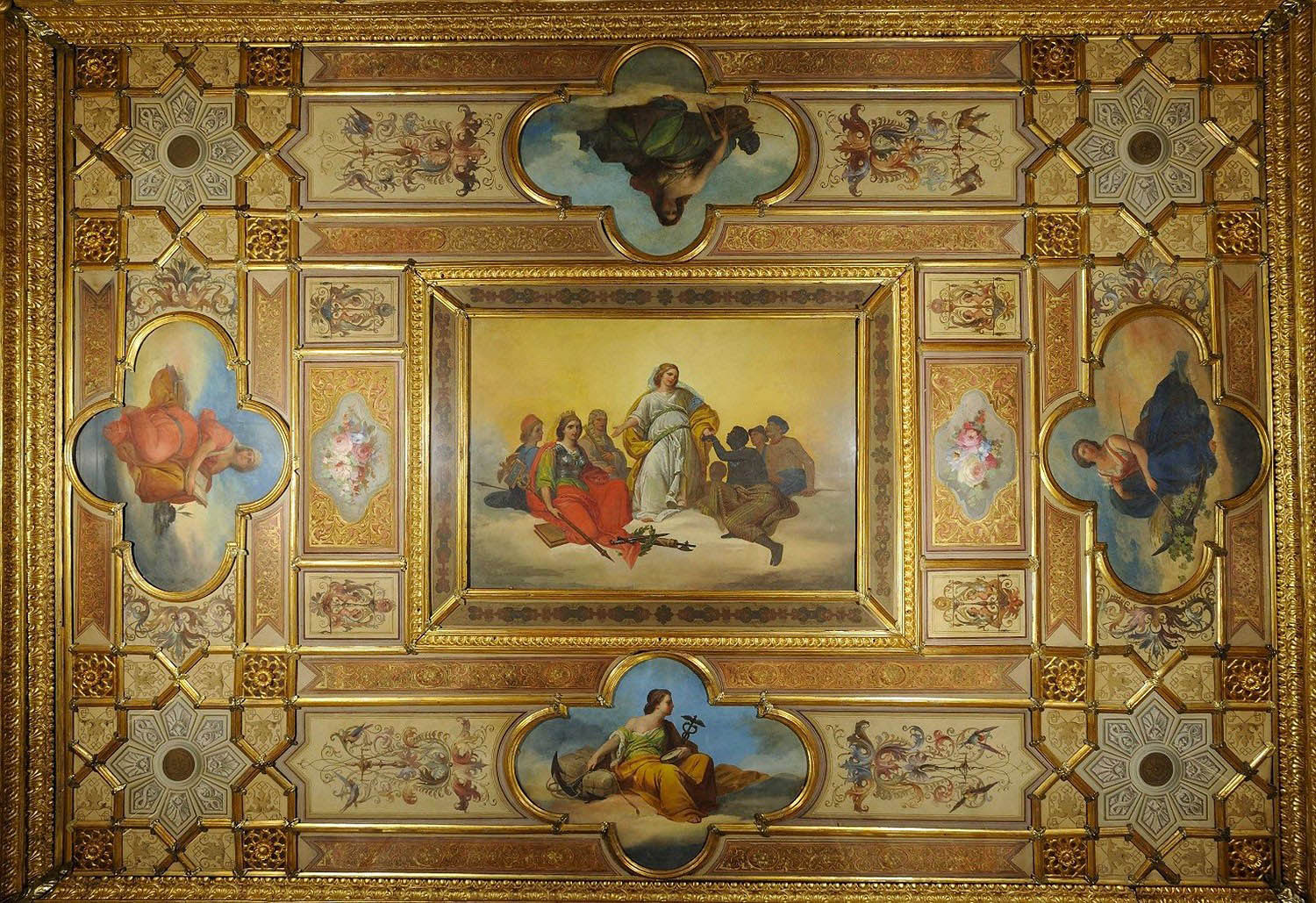
Plafond de la Salle du Sénat, décoré par Giacomo Casa.
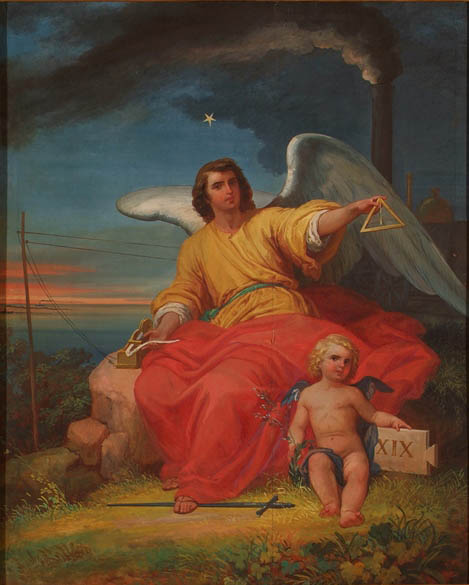
Giacomo Casa, Venise Triomphante, dans la Salle du Sénat.
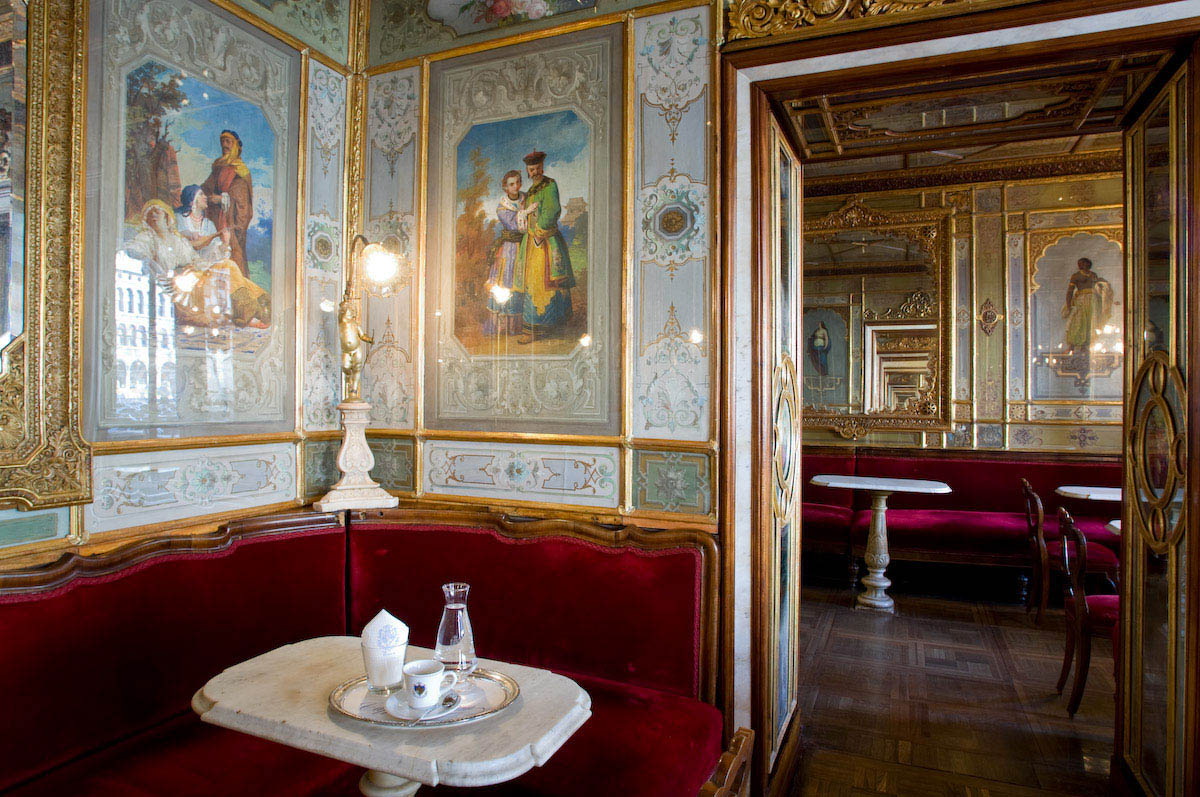
La Salle chinoise.
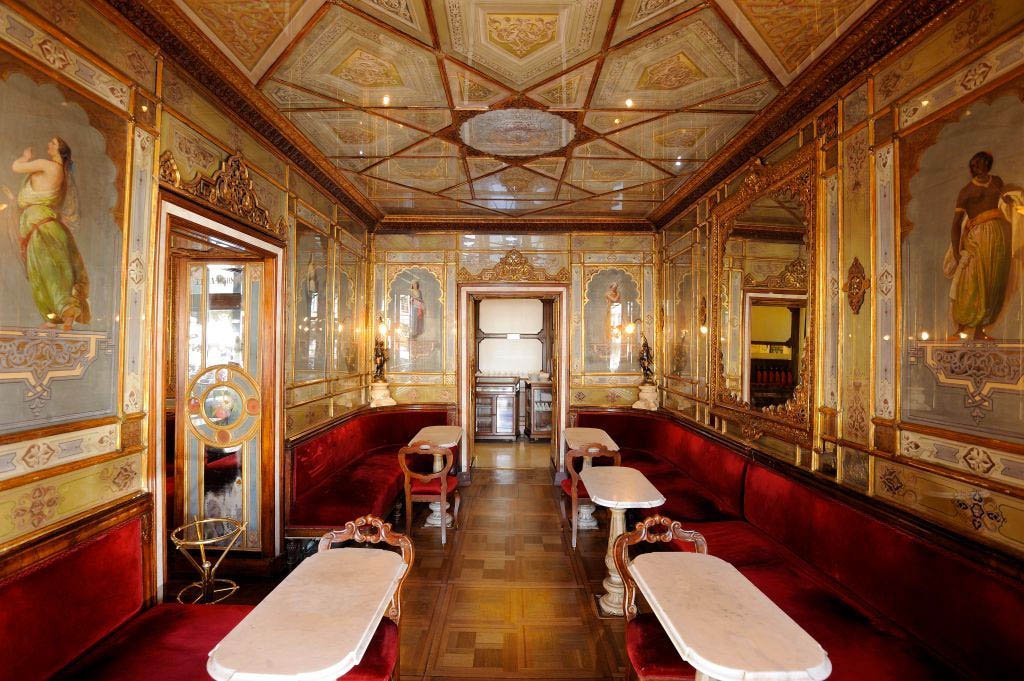
La Salle orientale.
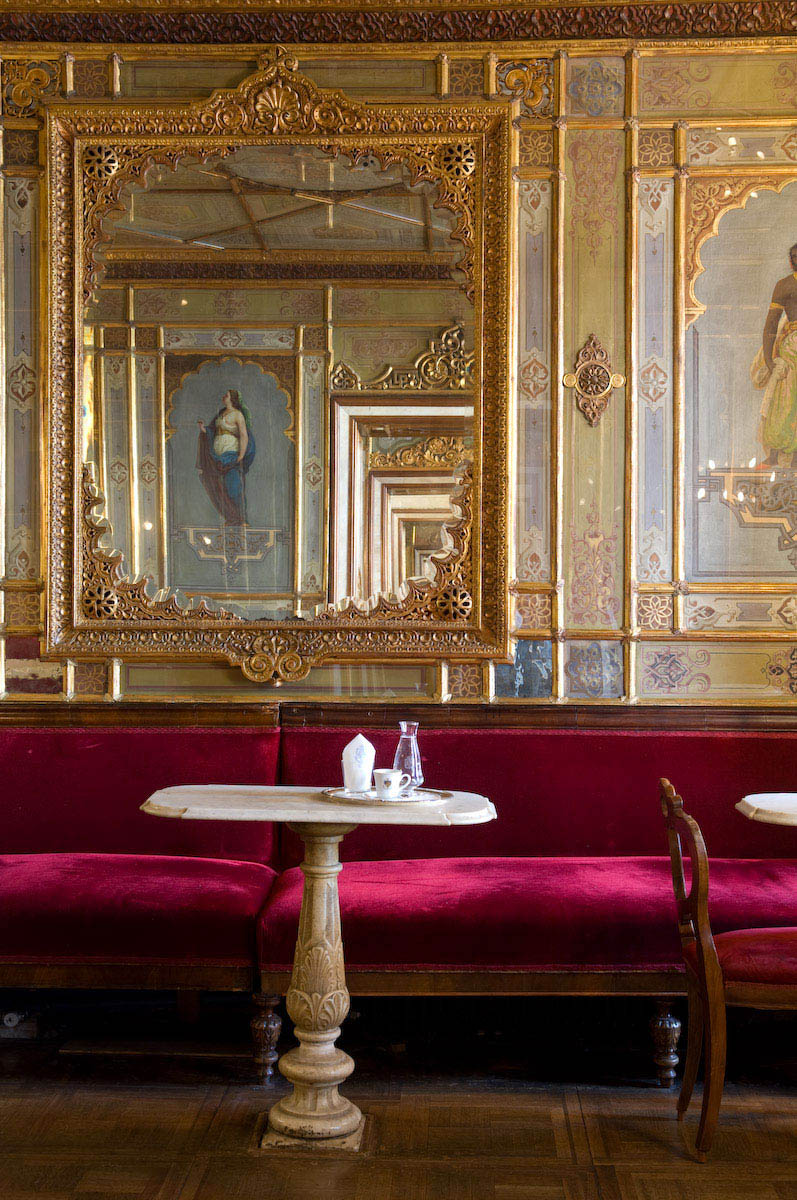
La Salle orientale.
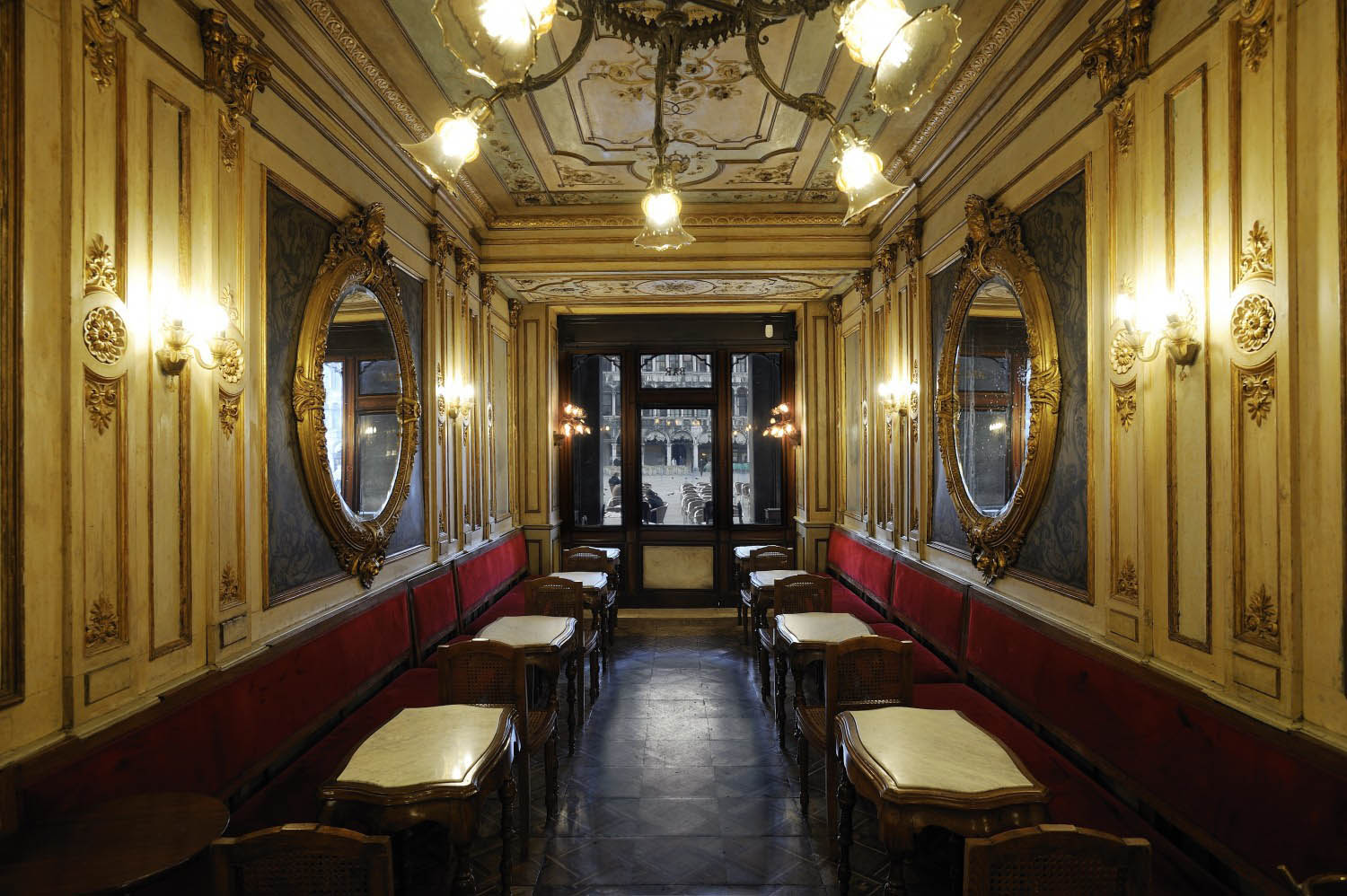
La Salle des Saisons ou des Miroirs.
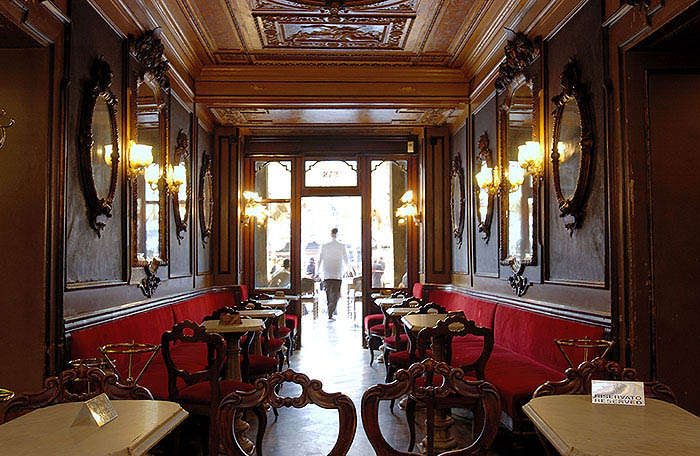
La Salle des Grands Hommes.
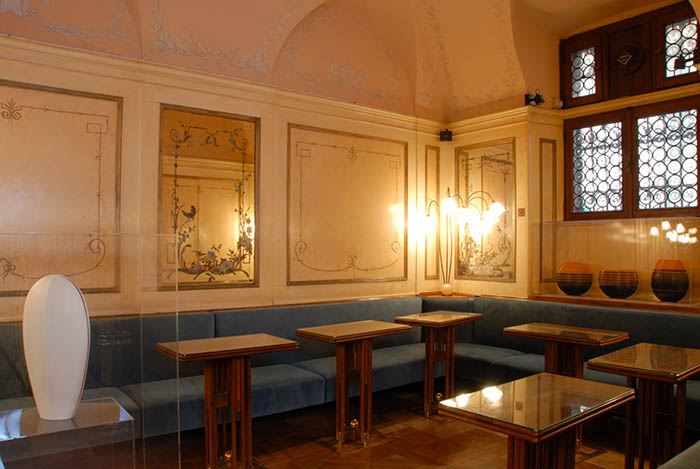
La Salle Liberty.